# Куб емоцій Левгейма

Куб емоцій Левгейма

Куб емоцій Левгейма — теоретична модель для пояснення зв'язку з між моноаміновими нейромедіаторами та емоціями. Модель була запропонована у роботі Х'юго Левгейма від 2012 р. У цій моделі три моноамінових нейромедіатори серотонін, дофамін і норадреналін утворюють осі координатної системи, а вісім базових емоцій, позначених відповідно до теорії афекту Сільвана Томкінса, знаходяться у восьми вершинах куба. Початок координат відповідає стану, коли усі три сигнальних субстанції мають низький рівень. Вісім вершин куба відповідають восьми можливим комбінаціям низьких та високих рівнів трьох моноаманінів, як показано у таблиці нижче. Таким чином, модель пропонує прямий зв'язок між певними комбінаціями рівнів сигнальних речовин і певних базових емоцій, і є поєднанням категоричного та тривимірного зображення емоцій.
| Базова емоція       | Серотонін | Дофамін | Норадреналін |
| ------------------- | --------- | ------- | ------------ |
| Сором, приниження   | Низький   | Низький | Низький      |
| Сум, туга           | Низький   | Низький | Високий      |
| Страх, жах          | Низький   | Високий | Низький      |
| Гнів, лють          | Низький   | Високий | Високий      |
| Відраза, презирство | Високий   | Низький | Низький      |
| Подив               | Високий   | Низький | Високий      |
| Радість, насолода   | Високий   | Високий | Низький      |
| Інтерес, збудження  | Високий   | Високий | Високий      |

Основні емоції простим списком: сором, сум, страх, гнів, відраза, подив, радість, інтерес.
Наприклад, злість, у відповідності до моделі, продукується комбінацією низького рівня серотоніну, високого рівня дофаміну і високого рівня норадреналіну.
Завдяки прямому зв'язку з моноамінами нейромедіаторами, то модель має перевагу в порівнянні з попередніми моделями основних емоцій, таких як, наприклад, колесо емоцій Плутчика або  модель емоційних станів PAD. Симптоми депресії можна витлумачити як емоційну палітру, обмежену стороною куба Левгейма з низькою серотонинергичністю, де в межах досяжності знаходяться тільки основні емоції сорому/приниження, лиха/жаху, страху/тривоги і гніву/люті. Основні симптоми депресії — печаль і відсутність інтересу, можуть бути витлумачені як нездатність досягти основних емоцій радості і інтересу, що знаходяться на стороні з високою серотонинергичністю.
«У той час як дієвість моделі залишається неперевіреною … якщо вона діє, то це дозволить пряму екстракцію емоцій з даних комбінацій моноамінів (і, можливо, навпаки).»

## Теорія вегетативної нервової системи Левгейма

Двовимірна модель вегетативної нервової системи Левгейма

Левгейм також запропонував розглядати симпатичну і  парасимпатичну частини вегетативної нервової системи як ортогональні осі замість того, щоб розглядати їх як антагоністів. Симпатичну вісь пропонуєтся вважати такою, що представляє збудження, а парасимпатичну вісь — як таку, що представляє секрецію і можливу позитивну у порівнянні з негативною валентності. Ця модель відповідає, в деякому сенсі, кубічній моделі емоцій (симпатична вісь, схожа на норадренергичну вісь, а парасимпатична вісь — на серотонинергичну вісь у ЦНС)[джерело?].

## У дослідженні штучних емоцій
Модель Куб Левгайма використовується в галузі біологічних штучних емоцій.
«Це об'єднує психологічні та нейробіологічні явища в одній, відносно легкій для впровадження програмній моделі, що базується на тривимірному просторі трьох нейромодуляторів — норадреналіну, серотоніну і допаміну, що є його головною перевагою з нашої точки зору».

## У культурі
У 2012 році заснований на моделі танцювальний спектакль був створений в Маямі, США.
Кубічна модель грає помітну роль в похмурому науково-фантастичному романі «Marzena Transhuman Ambrosia» канадської письменниці Катрін Мартель.